# Pierre Boulat
Pour les articles homonymes, voir Boulat.
Pierre Boulat, né le 3 juin 1924 à Condé-Sainte-Libiaire et mort le 11 janvier 1998 à Nemours, est un photographe, photojournaliste et reporter français.

## Biographie
Pierre Boulat est un collaborateur photographique des revues internationales comme Elle, Paris Match, Life, National Geographic et People.
Après ses études à l'école de Vaugirard, pour échapper au travail obligatoire en Allemagne, il passe en zone libre et se trouve à Vichy au service photo du gouvernement.
Il commence sa carrière, au lendemain de la Seconde Guerre mondiale, dans le journal Samedi Soir.
Il est le premier journaliste occidental à entrer en URSS en 1955.
Pierre Boulat photographie, durant les années 1950 et 1960, l'actualité mondiale, la vie parisienne, le monde politique et les artistes de cinéma.
En 1973, il devient photographe indépendant.
Il est le père de la photojournaliste et reporter Alexandra Boulat, de la cinéaste Antoinette Boulat, et du graphiste Patrice Boulat Massoteau. Il est le mari d'Annie Boulat, fondatrice et directrice de l'Agence Cosmos et de l'Association Pierre et Alexandra Boulat afin de promouvoir l'œuvre créatrice de son mari et de sa fille. Il a également été marié à Eglal Farhi, directrice du club de jazz le New Morning, à Paris.
Pierre Boulat meurt à Nemours le 11 janvier 1998,.
Une exposition au Petit Palais à Paris, organisée par Reporters sans frontières, lui rend hommage du 9 septembre 2010 au 11 février 2011,.

## Livres de photographies
- Mes années Life, éditions Pierre Boulat/Cosmos Prim, 1997
- Bonne nuit Pierre, éditions Pierre Boulat/Cosmos Prim, 1997
- Perpignan, c'est ça !, Torreilles, N. Hautemanière, 2000, 74 p.
- Yves Saint-Laurent : naissance d'une légende, textes de Laurence Benaïm et Pierre Bergé, Paris, La Martinière, 2002, 125 p. (ISBN 2-7324-2792-6)[7].
- (fr + en) Pierre et Alexandra Boulat, t. 34, Reporters sans frontières (RSF), coll. « 100 photos pour la liberté de la presse », 2010, 142 p. (ISBN 978-2915536942)[8].

## Expositions
- 30 août - 14 septembre : exposition lors de la 10e édition du festival Visa pour l'image à Perpignan[9].
- 9 septembre 2010 - 27 février 2011 : Reporters sans frontières, 100 photos de Pierre & Alexandra Boulat, Petit Palais, Paris ; organisée à l'occasion du 25e anniversaire de Reporters sans frontières[10],[11].